# Dzmitryj Zawadski

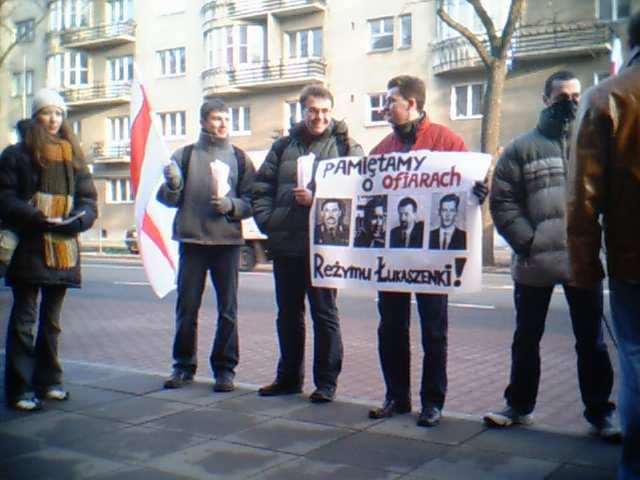
Demonstranci w Warszawie z portretami białoruskich zaginionych, 10 grudnia 2003 roku. Portret Dzmitryja Zawadskiego pierwszy z prawej.

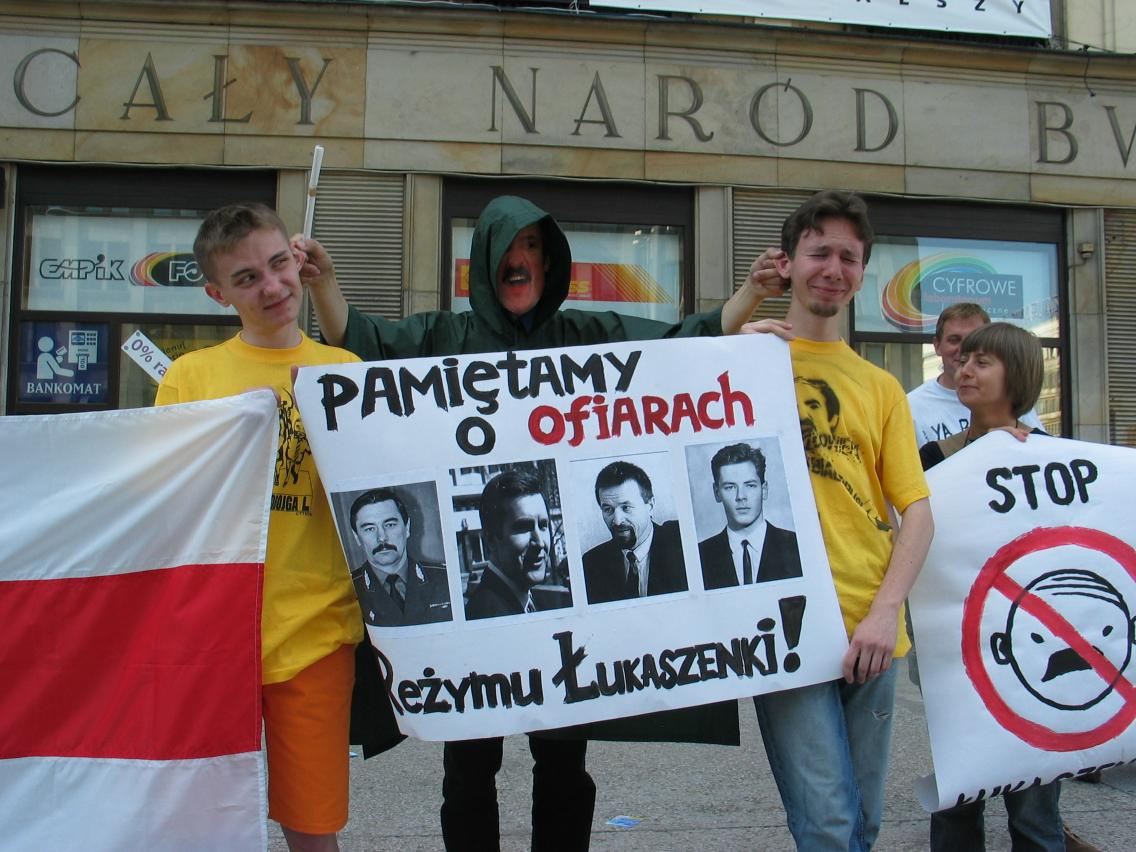
Happening w Warszawie przypominający o zaginionych, 7 lipca 2004 roku.

Dzmitryj Zawadski, Źmicier Zawadzki (biał. Дзмітрый Завадскі, biał. (tar.) Зьміцер Завадзкі, ros. Дмитрий Завадский; ur. 28 sierpnia 1972 w Mińsku, zaginął bez wieści 7 lipca 2000) – białoruski dziennikarz i operator telewizyjny.
W latach 1994–1997 był osobistym kamerzystą prezydenta Białorusi Alaksandra Łukaszenki, następnie do 1997 roku pracował w rosyjskiej stacji telewizyjnej ORT. 7 lipca 2000 roku zaginął w drodze na lotnisko Mińsk-2.
Śledztwo w tej sprawie połączono z innymi dochodzeniami. Ostatecznie zarzut porwania dziennikarza prokuratura postawiła w 2001 roku czterem osobom, w tym dwóm byłym funkcjonariuszom oddziału specjalnego, byłemu kursantowi akademii MSW oraz kryminaliście. 14 marca 2002 roku sąd w Mińsku wydał wyrok w tej sprawie, w którym trzech oskarżonych usłyszało wyrok dożywotnego pozbawienia wolności w kolonii karnej, a czwarty – 12 lat pozbawienia wolności w kolonii karnej, nie przychylając się tym samym do prośby prokuratora, który wnioskował o wymierzenie kary śmierci przez rozstrzelanie wszystkim oskarżonym. W procesie tym nie wyjaśniono jednak losu dziennikarza. W 2002 roku zaniepokojenie sposobem prowadzenia śledztwa w tej sprawie wyraziły: Komitet ad-hoc ds. białoruskich Zgromadzenia Parlamentarnego Rady Europy, przedstawiciel OBWE ds. wolnych mediów oraz Komitet ds. Ochrony Dziennikarzy. W 2005 roku organizacja Reporterzy bez Granic domagała się odtajnienia materiałów w opisywanej sprawie.
Zaginięcie Dzmitryja Zawadskiego miało miejsce w zbliżonym czasie co uprowadzenie ukraińskiego dziennikarza Heorhija Gongadzego. O ile jednak zaginięcie Gongadzego spotkało się na Ukrainie z bardzo dużym niezadowoleniem, tak na Białorusi los Zawadskiego nie zainteresował opinii publicznej.